# Xiang'er (socken i Kina, lat 31,08, long 103,72)
Xiang'er (kinesiska: 向峨乡, 向峨) är en socken i Kina. Den ligger i provinsen Sichuan, i den sydvästra delen av landet, omkring 58 kilometer nordväst om provinshuvudstaden Chengdu. Antalet invånare är 12 374. Befolkningen består av 5 907 kvinnor och 6 467 män. Barn under 15 år utgör 9,0 %, vuxna 15-64 år 77 %, och äldre över 65 år 12,0 %.
Genomsnittlig årsnederbörd är 1 340 millimeter. Den regnigaste månaden är juli, med i genomsnitt 356 mm nederbörd, och den torraste är december, med 9 mm nederbörd.